# Stades de l'équipe de France de football
Les stades de l'équipe de France de football sont les lieux sportifs français qui ont accueilli l'équipe de France de football lors d'un match officiel ou amical. Celle-ci dispute son premier match officiel à domicile face à la Suisse au Parc des Princes à Paris en 1905. Ces stades sont situés dans Paris intra-muros comme l'est le Parc des Princes ou dans sa proche banlieue comme le sont le stade olympique Yves-du-Manoir à Colombes et le Stade de France à Saint-Denis. 

## Stades résidents

### Stade olympique Yves-du-Manoir de Colombes

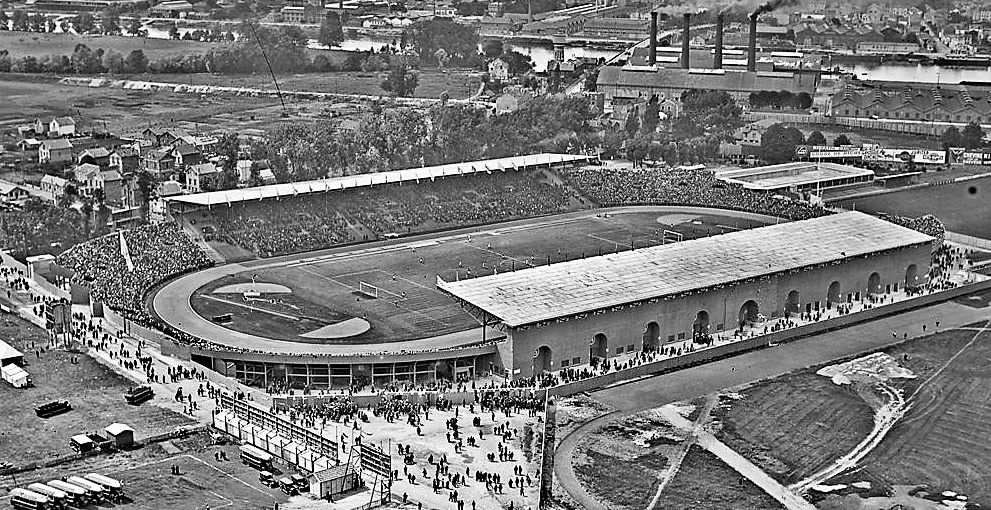
Vue générale du stade olympique de Colombes lors des Jeux olympiques de 1924 de Paris.

Stade olympique principal des Jeux olympiques d'été de 1924 à Paris, et stade de la finale de la Coupe du monde de football 1938 en France, le stade Yves-du-Manoir de Colombes, dans la banlieue ouest de Paris et dont la capacité dépasse les 60 000 places après guerre, accueille de nombreuses finales de coupe de France de football et de nombreux matchs de l'équipe de France à partir de 1908. À la suite de la rénovation du Parc des Princes en 1972, plus moderne et dans la capitale, les fédérations françaises de football et de rugby abandonnent le vétuste stade dont les trois quarts des tribunes ont été depuis rasées.

### Parc des Princes

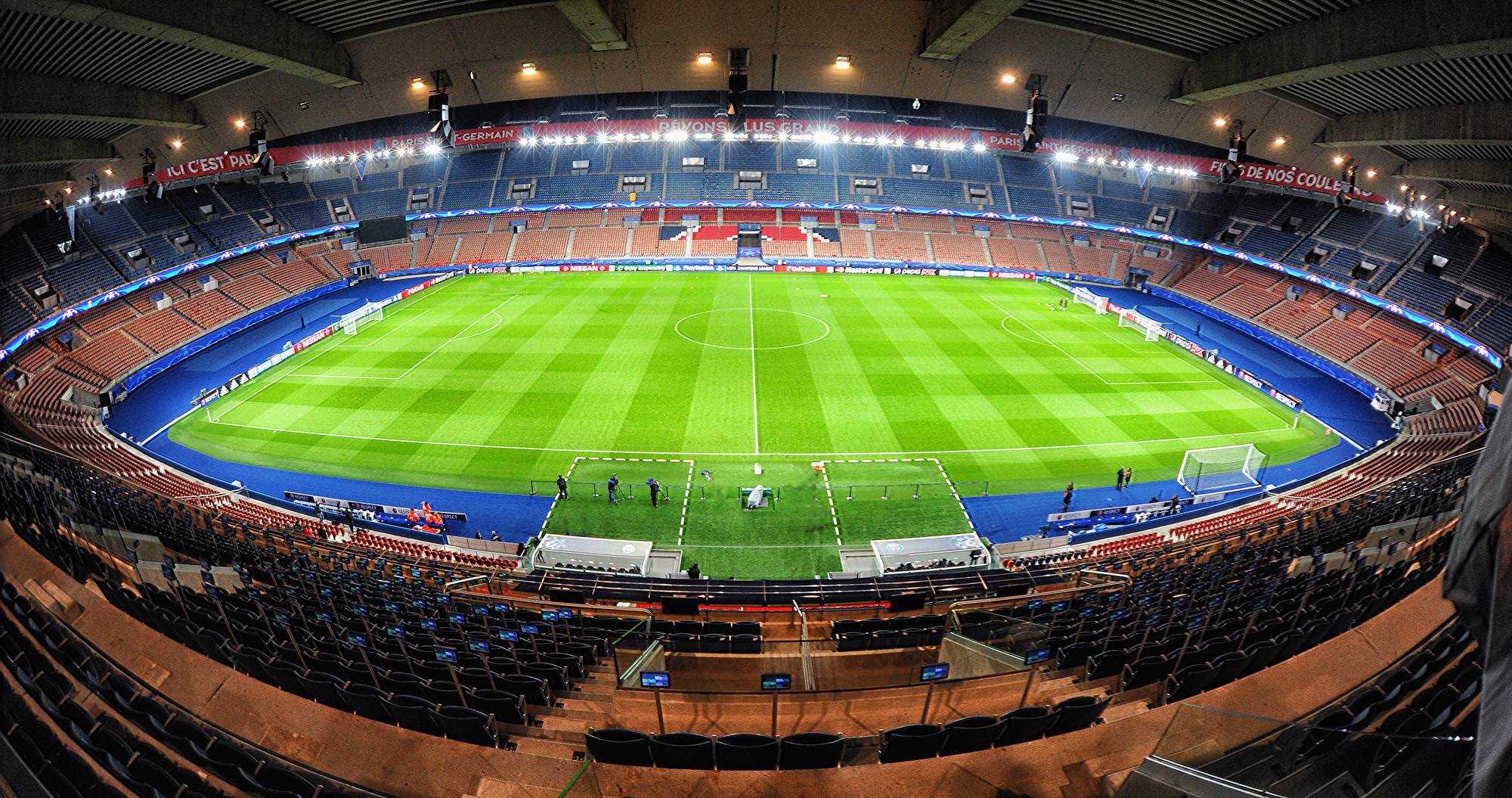
Le Parc des Princes

Entre le 12 février 1905 et le 11 juin 1997, le Parc des Princes a accueilli 127 matchs officiels de l'équipe de France A. La première version du Parc reçoit six matchs officiels des Bleus, la deuxième en accueille 47 et la version actuelle 74. Le 28 mars 1920, le match de l'équipe de France contre la Belgique établit un record d'affluence avec 20 000 spectateurs présents dans le Parc des Princes.
En 1984, la France remporte le championnat d'Europe à domicile à la suite d'une dernière victoire 2-0 sur l'Espagne devant 47 368 spectateurs.
L'équipe de France quitte le Parc des Princes pour le stade de France après la construction de ce dernier pour la Coupe du monde 1998. Elle y joue son dernier match, le 11 juin 1997 contre l'Italie lors du tournoi de France.
Le 12 septembre 2007, alors que le stade de France est occupé par la Coupe du monde de rugby, l'équipe de France de football revient au Parc pour y disputer, une rencontre contre l'Écosse en match qualificatif pour l'Euro 2008, quelle perdra 0-1.
Six ans plus tard, le 11 octobre 2013, l'Équipe de France retourne au Parc pour jouer un match amical contre l'Australie, victoire 6-0.
Sept ans plus tard, le 13 novembre 2021, l'Équipe de France rejoue au Parc pour disputer un match face au Kazakhstan, dans le cadre des éliminatoires du Mondial 2022, qui se résultera sur une large victoire 8-0.

### Stade de France

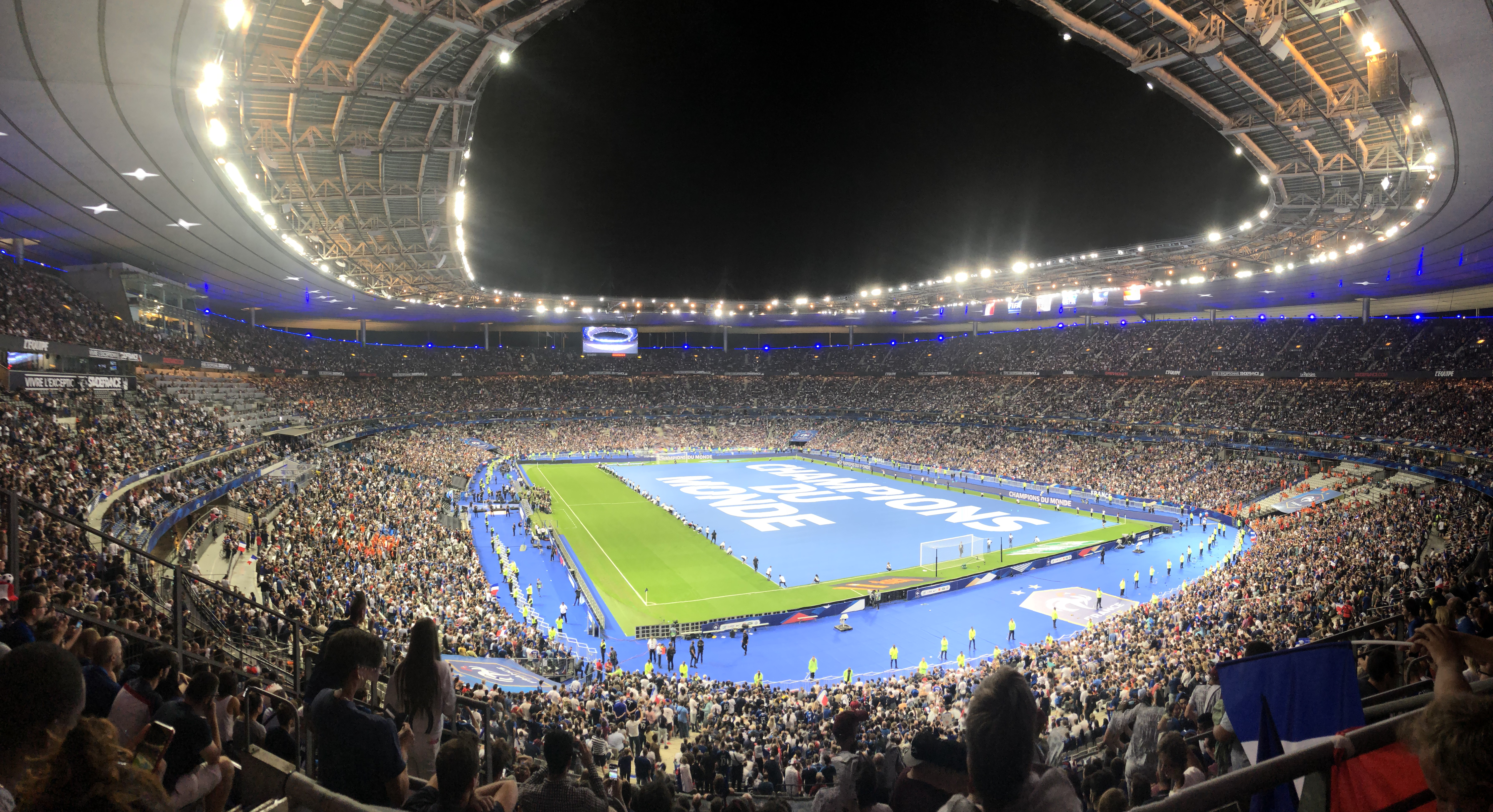
Le Stade de France

Construit à l'occasion de la Coupe du monde de football de 1998, le Stade de France est inauguré le 28 janvier 1998 lors du match de football entre la France et l'Espagne. Zinédine Zidane est le premier joueur de l'équipe de France à marquer dans le stade avec le but décisif contre l'Espagne. La France remporte dans ce stade sa première Coupe du monde.
Les 80 051 spectateurs assistant au match disputé entre la France et l'Ukraine à l'occasion des qualifications pour l'Euro 2008, constituent l'affluence record d'un match de l'équipe de France à domicile et la deuxième meilleure affluence du stade de France pour un match de football après la finale de Coupe de France 2009 entre Guingamp et Rennes.
Depuis la création du Stade de France, un contrat lie la Fédération et l'entreprise exploitante du stade. Au moins cinq matches officiels par an de l'équipe de France à domicile doivent se dérouler en son enceinte.

## Autres stades
Le premier match international de l'Équipe de France joué hors de la région parisienne est une rencontre disputée le 25 janvier 1914 au stade Victor-Boucquey (Lille) contre la Belgique, qui s'est conclue par une victoire française sur le score de 4-3. Depuis l'équipe de France de football joue régulièrement dans des stades en dehors de l'Île-de-France. À ce jour, trente-quatre stades provinciaux, deux d'outre-mer et un stade de la Principauté de Monaco ont accueilli au moins un match des Bleus . Le stade le plus visité est le stade Vélodrome de Marseille avec 16 rencontres. Le stade Bollaert-Delelis de Lens où les Bleus sont invaincus et le stade de Gerland à Lyon suivent avec respectivement neuf et huit rencontres. L'équipe de France a joué dix fois à Nantes (Stade Marcel-Saupin et Stade de la Beaujoire), sept à Saint-Étienne et Toulouse (Stade des Ponts Jumeaux et Stadium de Toulouse).

## Liste des stades ayant accueilli au moins un match de l'équipe de France de football
| Ville                | Région                     | Stade                          | Nombre de matchs | Premier match    | Dernier match      |
| -------------------- | -------------------------- | ------------------------------ | ---------------- | ---------------- | ------------------ |
| Auxerre              | Bourgogne-Franche-Comté    | Stade de l'Abbé-Deschamps      | 2                | 6 septembre 1995 | 6 juin 2007        |
| Bordeaux             | Nouvelle-Aquitaine         | Stade Chaban-Delmas            | 3                | 28 mars 1984     | 17 août 1994       |
| Bordeaux             | Nouvelle-Aquitaine         | Matmut Atlantique              | 2                | 7 septembre 2015 | 9 juin 2024        |
| Caen                 | Normandie                  | Stade Michel-d'Ornano          | 2                | 28 juillet 1993  | 15 novembre 1995   |
| Colombes             | Île-de-France              | Stade olympique Yves-du-Manoir | 83               | 12 avril 1908    | 26 avril 1975      |
| Décines-Charpieu     | Auvergne-Rhône-Alpes       | Parc Olympique lyonnais        | 5                | 26 juin 2016     | 9 septembre 2024   |
| Fort-de-France       | Martinique                 | Stade Pierre-Aliker            | 1                | 9 novembre 2005  | 9 novembre 2005    |
| Gentilly             | Île-de-France              | Stade de la F.G.S.P.F.         | 2                | 22 mai 1909      | 3 avril 1910       |
| Grenoble             | Auvergne-Rhône-Alpes       | Stade des Alpes                | 1                | 27 mai 2008      | 27 mai 2008        |
| Guingamp             | Bretagne                   | Stade de Roudourou             | 2                | 10 octobre 2009  | 11 octobre 2018    |
| Le Bouscat           | Nouvelle-Aquitaine         | Stade Sainte-Germaine          | 1                | 30 avril 1922    | 30 avril 1922      |
| Le Havre             | Normandie                  | Stade de la Cavée verte        | 1                | 4 juin 1924      | 4 juin 1924        |
| Le Havre             | Normandie                  | Stade Océane                   | 1                | 15 août 2012     | 15 août 2012       |
| Le Mans              | Pays de la Loire           | MMArena                        | 1                | 5 juin 2012      | 5 juin 2012        |
| Le Petit-Quevilly    | Normandie                  | Stade Robert-Diochon           | 2                | 5 avril 1920     | 8 avril 1970       |
| Lens                 | Hauts-de-France            | Stade Bollaert-Delelis         | 9                | 24 avril 1976    | 15 novembre 2016   |
| Lille                | Hauts-de-France            | Stade Henri-Jooris             | 1                | 25 janvier 1914  | 25 janvier 1914    |
| Longeville-lès-Metz  | Grand Est                  | Stade Saint-Symphorien         | 4                | 31 mai 2005      | 5 juin 2024        |
| Lyon                 | Auvergne-Rhône-Alpes       | Stade de Gerland               | 8                | 17 octobre 1968  | 5 juin 2009        |
| Maisons-Alfort       | Île-de-France              | Stade de Charentonneau         | 1                | 1er janvier 1911 | 1er janvier 1911   |
| Marseille            | Provence-Alpes-Côte d'Azur | Stade de l'Huveaune            | 1                | 20 février 1921  | 20 février 1921    |
| Marseille            | Provence-Alpes-Côte d'Azur | Stade Vélodrome                | 17               | 8 mars 1942      | 26 mars 2024       |
| Monaco               | Principauté de Monaco      | Stade Louis-II                 | 1                | 5 février 1988   | 5 février 1988     |
| Montbéliard          | Bourgogne-Franche-Comté    | Stade Auguste-Bonal            | 1                | 11 octobre 2006  | 11 octobre 2006    |
| Montpellier          | Occitanie                  | Stade de la Mosson             | 5                | 28 février 1990  | 10 août 2011       |
| Montrouge            | Île-de-France              | Stade Buffalo                  | 3                | 13 janvier 1924  | 7 décembre 1930    |
| Nantes               | Pays de la Loire           | Stade Marcel-Saupin            | 4                | 2 juin 1957      | 3 septembre 1975   |
| Nantes               | Pays de la Loire           | Stade de la Beaujoire          | 6                | 16 juin 1984     | 2 juin 2019        |
| Nice                 | Provence-Alpes-Côte d'Azur | Stade Léo-Lagrange             | 1                | 5 septembre 1970 | 5 septembre 1970   |
| Nice                 | Provence-Alpes-Côte d'Azur | Allianz Riviera                | 5                | 1er juin 2014    | 18 novembre 2023   |
| Nîmes                | Occitanie                  | Stade des Costières            | 1                | 21 février 1996  | 21 février 1996    |
| Paris                | Île-de-France              | Parc des Princes               | 132              | 12 février 1905  | 6 septembre 2024   |
| Paris                | Île-de-France              | Stade Pershing                 | 7                | 5 mai 1921       | 11 avril 1926      |
| Reims                | Grand Est                  | Stade Auguste-Delaune          | 2                | 28 avril 1970    | 31 mai 2012        |
| Rennes               | Bretagne                   | Roazhon Park                   | 3                | 18 août 2004     | 2 juin 2017        |
| Saint-Cloud          | Île-de-France              | Stade de la Faisanderie        | 1                | 22 avril 1906    | 22 avril 1906      |
| Saint-Denis          | Île-de-France              | Stade de France                | 116              | 28 janvier 1998  | 23 mars 2025       |
| Saint-Étienne        | Auvergne-Rhône-Alpes       | Stade Geoffroy-Guichard        | 7                | 19 juin 1984     | 29 mars 2015       |
| Saint-Ouen-sur-Seine | Île-de-France              | Stade de Paris                 | 8                | 23 mars 1911     | 27 mai 1924        |
| Saint-Pierre         | La Réunion                 | Stade Michel-Volnay            | 1                | 4 juin 2010      | 4 juin 2010        |
| Strasbourg           | Grand Est                  | Stade de la Meinau             | 4                | 6 novembre 1968  | 1er septembre 2021 |
| Toulouse             | Occitanie                  | Stade des Ponts Jumeaux        | 1                | 18 avril 1926    | 18 avril 1926      |
| Toulouse             | Occitanie                  | Stadium de Toulouse            | 6                | 11 mai 1978      | 3 septembre 2017   |
| Valenciennes         | Hauts-de-France            | Stade du Hainaut               | 1                | 27 mai 2012      | 27 mai 2012        |
| Villeneuve-d'Ascq    | Hauts-de-France            | Stadium Lille Métropole        | 2                | 19 mai 1978      | 5 juin 1996        |
| Villeneuve-d'Ascq    | Hauts-de-France            | Stade Pierre-Mauroy            | 4                | 8 juin 2014      | 17 octobre 2023    |
| 38                   |                            | 46                             | 471              | 12 février 1905  | 23 mars 2025       |

Dernière mise à jour après France - Croatie du 23 mars 2025.